# 古夫镇
古夫是中国湖北省宜昌市兴山县所辖的一个镇。

古夫镇原叫夫子镇，以镇东夫子岩而得名。后因镇西有古洞口很有名，与夫子岩在镇两端，东西相应，于是各取地名头一个字，即得“古夫”。

## 历史
古夫镇是一个历史文化县城，早在5000年前，轩辕黄帝的孙子高阳氏就在这里造邑。

## 地理
古夫镇四面环山，地质良好，地势开阔，海拔在200米至280米之间。

## 行政区划
现辖：
龙珠社区、夫子社区、北斗坪社区、龙池村、深渡村、麦仓村、古洞村、咸水村、中阳垭村和平水村。